# Wicket-Keeper

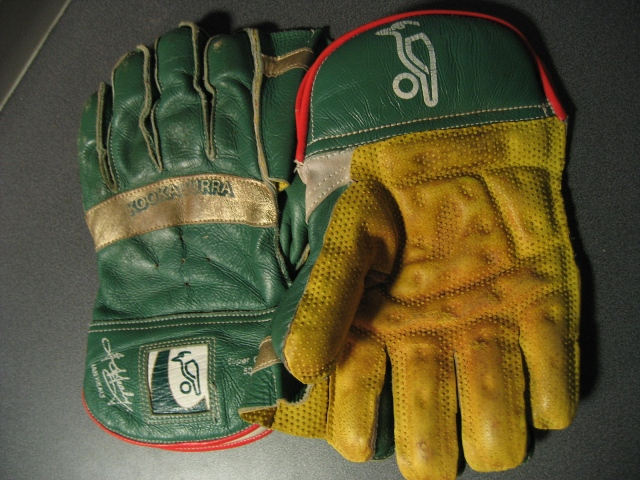
Die Handschuhe des Wicket-Keepers.

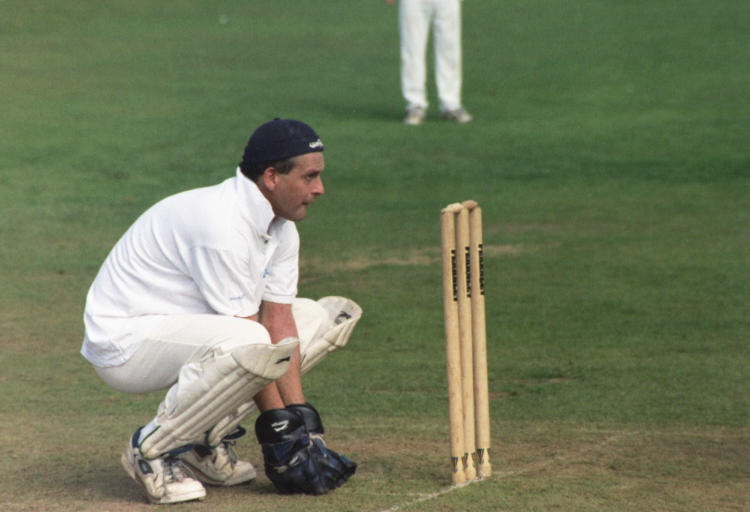
Ein Wicket-Keeper in seiner typischen Position

Der Wicket-Keeper (deutsch veraltet auch: Torhalter) ist ein Spieler der Feldmannschaft im Cricket. Er steht hinter dem Batter und dessen Wicket. Der Wicket-Keeper ist mit dem Catcher im Baseball vergleichbar.

## Schutzausrüstung
Der Wicket-Keeper ist der einzige Spieler der Feldmannschaft, der Fanghandschuhe und äußere Beinschützer (Leg Guards) tragen darf. Daneben trägt er regelmäßig einen Unterleibsschutz (Box).
Heutzutage tragen Wicket-Keeper oftmals einen Helm, wenn sie unmittelbar hinter dem Wicket stehen, obwohl dieser die Beweglichkeit des Spielers stark einschränkt.

## Aufgaben
Die Hauptaufgabe des Wicket-Keepers ist es, Runs zu verhindern, indem er Bälle stoppt, die vom Schlagmann (Batter) nicht geschlagen wurden.
Daneben ist er häufig an Dismissals beteiligt. Einerseits wird der Ball oft vom Wicket-Keeper gefangen, wenn er den Schläger des Batter nur knapp berührt hat. Eine Stumping liegt vor, wenn der Wicket-Keeper das Wicket auf regelgerechte Weise zerstört und der Batter zu diesem Zeitpunkt vor seiner Schlaglinie (popping crease) steht und keinen Run zu erzielen versucht. Schließlich fängt der Wicket-Keeper häufig Rückwürfe aus dem Feld, die dann zu einem Run Out führen, wenn der Batter, der versucht, einen Run zu erzielen, nicht rechtzeitig hinter seine Schlaglinie kommt.
Bei einem schnellen Werfer (Fast Bowler) hockt der Wicket-Keeper in einiger Entfernung vom Wicket, um hinreichend Reaktionszeit zu haben. Bei einem langsameren Werfer (Slow Bowler), insbesondere bei Werfern, die den Spin des Balles nutzen, hockt er direkt hinter dem Wicket (siehe Bild).
Er ist daher nicht mit einem Torwart im Fußball vergleichbar, weil er nicht die Aufgabe hat, das Wicket zu schützen.

## Stellung in der Mannschaft
Jedes Team hat stets nur einen Wicket-Keeper in seiner Aufstellung. Es handelt sich um eine stark spezialisierte Aufgabe, die intensiv trainiert werden muss.
In den letzten Jahrzehnten wird allerdings zunehmend vom Wicket-Keeper erwartet, dass er auch über hinreichende Fähigkeiten als Batter verfügt. Dies gilt in besonderem Maße für One-Day Internationals. Dort kommen nicht selten Wicket-Keeper/Batter zum Einsatz, deren Fähigkeiten als Wicket-Keeper geringfügig schwächer als diejenigen eines reinen Wicket-Keepers sind, die dafür jedoch besondere Stärken als Batter haben.
Als Werfer (Bowler) wird der Wicket-Keeper nur in ganz seltenen Ausnahmefällen eingesetzt, weil dann ein anderer Feldspieler seine Aufgaben übernehmen muss.
Demgegenüber kommt es durchaus vor, dass ein Wicket-Keeper die Aufgabe des Kapitäns übernimmt, dem beim Cricket während des Fieldings besondere Bedeutung zukommt. Da er bei jedem Wurf beteiligt ist, hat der Wicket-Keeper in aller Regel eine besondere Spielübersicht, die ihm dabei zugutekommt.

## Berühmte Wicket-Keeper
Der bekannteste Wicket-Keeper ist Adam Gilchrist, der nicht nur Wicket-Keeper, sondern bis Anfang 2008 auch Startschlagmann (Opening Batter) des australischen Nationalteams war. Auch der Wicket-Keeper der pakistanischen Nationalmannschaft, Kamran Akmal, ist ein guter Batter. Der südafrikanische Wicket-Keeper Mark Boucher galt demgegenüber eher als Spezialist. 
Berühmte Wicket-Keeper, die inzwischen ihren Rücktritt vom aktiven Sport erklärt haben, sind Ian Healy (Australien), Rod Marsh (Australien), Jeffrey Dujon (West Indies) und Alan Knott (England).